# روز جهانی خودارضایی
روز جهانی خودارضایی رویدادی است که در بیست و هشتم ماه مه هر سال و برای پشتیبانی از حق طبیعی افراد برای انجام خودارضایی برگزار می‌گردد
نخستین رویداد روز جهانی خودارضایی به تاریخ ۷ می ۱۹۹۵ و پس از آن‌که فروشگاه گود وایبریشنز (سکس شاپی واقع در کالیفورنیا) با طرفداری از جنبش آزادی جنسی، این روز را به پاسداشت جراح کل ایالات متحده آمریکا خانم جویسلین الدرز، که رئیس‌جمهور وقت آمریکا، بیل کلینتون، وی را به سبب پشتیبانی از قرارگیری آموزش مسائل جنسی در کتب درسی دانش‌آموزان اخراج کرده بود، برگزار کرد. خانم الدرز در ۹ دسامبر ۱۹۹۴ از کارش اخراج شد.
این روز آن چنان گسترش یافته که قصد دارند یک ماه را به نام ماه جهانی خودارضایی به آن اختصاص دهند